# Japánok Oroszországban
Az Oroszországban élő japánok a teljes népességnek mindössze egy kis csoportja, akiket a nikkei (japán bevándorlók és leszármazottaik) néven szokás emlegetni.

## Előtörténet
Az első japán származású ember, aki letelepedett Oroszországban, feltételezhetően egy Dembei (伝兵衛 Denbei,  Дэмбэй) nevű halász vagy kereskedő volt, aki száműzetése után Kamcsatkánál egyedüli túlélőként sodródott partra Vlagyimir Atlaszov expedíciójának ideje alatt. Dembei és a viharban odaveszett társai árucikkeket szállítottak volna Japánba. Atlaszov 1701 körül bukkant a hajótöröttre, majd ahelyett, hogy visszaküldette volna Japánba, a Tokugava-sógunátus által lefektetett izoláció miatt Szentpétervárra vitette, ahol az akkori uralkodónak, I. Péter cárnak beszámolhatott hazájáról, és átadhatta azon információkat, melyeket ma Oroszország első tudásának nevezünk Japánról. Ezt követően Dembei megbízatást kapott, hogy oroszoknak tanítsa a japán nyelvet, illetve az uralkodó megtette őt a japánnyelv-oktatás atyjának az országban. Később megkeresztelték, és hátralevő életét Péterváron élte le.
Annak ellenére, hogy Dembei egyszerű oszakai halász és kereskedő volt, tehát nem rendelkezett számottevő tudással Japán politikai nézeteiről, katonai szerveződéséről, bármiről, ami az oroszok hasznára lehetett volna, neki köszönhető, hogy megkísérelték a Kamcsatka és a Kuril-szigetek környéki kereskedelmet az akkori Japánnal.

Valamikor 1714 és 1719 között találkozott egy John Bell nevű utazóval, aki a következő leírást adta róla:
"Meggyőződésem, hogy a japán szigetek nem lehetnek messze Kamcsatka déli részeitől. Ami megerősített ebben a véleményben az, hogy láttam Szentpéterváron egy fiatal japán bennszülött férfit, aki, azt hiszem, még életben van a Tudományos Akadémián. Megkérdeztem tőle, milyen baleset hozta eddig a saját országából; és a következő beszámolót adta nekem: az apja és ő néhány másik embert egy Nagaszaki nevű városban, a sziget nyugati partján, valamilyen kereskedelmi ügyben foglalkoztatott, s miután befejezték at üzleti tevékenységet, az északi parton vitorlázva akartak visszatérni otthonukba. Egy kis hajón útnak indultak, de az erős szélvihar a tengerbe sodorta azt, és néhány nap múlva a félszigeten kötöttek ki, éhezve és veszélyben. Ebben a helyzetben találkoztak egy orosz tisztviselővel, aki mindazt a segítséget megadta, amelyet a közös emberiség ilyen alkalmakkor diktál. Mindettől függetlenül meghalt az idősek többsége, mivel túlságosan kimerültek és alultápláltak voltak. Ő és egy másik ifjú, akit azóta meghalt, Szentpétervárra jutott, ahol őfelsége örömmel elrendelte, hogy tanítsanak az Akadémián. Ez a fiatalember tudott olvasni és írni mind a japán, mind az orosz nyelveken."

## Japán megnyitása
Japán megnyitását követően Vlagyivosztok (oroszul: Владивосток) vált a japán bevándorlók célpontjává. A japán Imperial Household Agency (日本貿易事務官, Nihon bōeki Jimukan) 1876-ban nyílt meg, egy évvel később már 80 főt számoltak, 1890-ben közel 400 tagja volt, a nők 3:2 arányban voltak többségben, és legtöbbjük prostituáltként munkálkodott. A közösség azonban továbbra is kicsi maradt a számtalan kínai és koreai csoportokhoz képes; az orosz kormány 1897-es felmérése szerint 42 823 kínai, 26 100 koreai és mindössze 2291 japán élt a Tengermelléki határterületen. A bevándorlók túlnyomó többsége Kjúsú északi falvaiból érkezett.
A japán–orosz kapcsolatok politikája nagy hatással volt a japán közösségre és az oroszországi japán–orosz egyezményre. Az Association of Corporations (同盟会, magyarul: Vállalati Szövetkezet) pedig 1892-ben megalakult annak érdekében, hogy egységesítse a különböző japán szakszervezeteket, ekkor a japán népesség megközelítőleg 1000 lakosra volt tehető a területeken. Három év elteltével, 1895-ben a szövetkezet új nevet kapott, ez volt az Association of Fellow Countrymen (同胞会 Dōhōka), majd ezt 1902-ben Vladivostok Resident Association (ウ ラ ジ オ 居留 民 会 Urajio Kyoryūminkai) névre véglegesítették. Bár az egyesületet 1912-ben hivatalosan feloszlatták Oroszország nyomása alatt, a japán kormányzati dokumentumok azt mutatják, hogy titokban továbbra is működött 1920-ig, amikor a legtöbb vlagyivosztoki japán visszatért Japánba.
Az októberi forradalom után Vlagyivosztokban a japán katonai erők bevonulását az 1918. április 4-i gyilkosság, valamint az 1920-ban bekövetkezett Nikolayevszki incidens okozta.
A Szovjetunió létrehozása után néhány japán kommunista telepedett le Oroszországban. Például Mutsuo Hakamada, a Japán Kommunista Párt elnöke, Satomi Hakamada testvére, 1938-ban megszökött Japánból, és Oroszországba utazott, ahol megházasodott egy helyi nővel. Irina lánya később, a Szovjetunió összeomlása után lépett be a politikába.

## A második világháború utóhatása

### Szahalin
Az orosz–japán háború után 1905-ben a Portsmouth-i Szerződéssel Szahalin déli része hivatalosan is Japán fennhatóság alá került, majd Karafuto lett belőle, ahová a japán telepesek beáramlását szorgalmazták. A japánok Karafuto északi területén telepedtek le, miután végül Japán beleegyezett, hogy a másik felét visszacsatolja a Szovjetuniónak, néhányan pedig úgy döntöttek, az oroszok által birtokolt területeken maradnak. A második világháború végén, mikor az oroszok az egész szigetet hatalmuk alá vonták a mandzsúriai megszállás részeként, a legtöbb japán a Vörös Hadsereg elől menekülve visszatért Japánba, ám néhányan hátramaradtak, és Oroszországba hurcolták őket munkatáborokba.

### Háborús foglyok
Miután Japán visszavonult, az orosz haderők több mint 570 ezer embert fogtak el, és küldtek szibériai táborokba. A Japán Egészségügyi, Munkaügyi és Jóléti Minisztérium (厚生労働省, Kōsei-rōdō-shō) adatai szerint Japánban a japán–szovjet kapcsolatok normalizálása után 473 ezer ember került hazaszállításra, Oroszországban 55 ezer ember veszett oda, 47 ezren pedig eltűntek. 2005-ben egy orosz jelentésben közölték a 27 ezer fogoly nevét, akiket Észak-Koreába küldtek kényszermunkára.

### Normalizálódás
A viszonyok helyreállását követően néhány japán Oroszországba látogatott az oktatás, munkaügyek és reklámok érdekében, a 2002-es adatok szerint 835 ember vallotta magát japán nemzetiségűnek, hat évvel később, 2008-ban pedig már 1607 japán lakost számoltak az orosz területeken.

## Oktatás
Moszkvában 1965-ben megalapították az első japán iskolát (oroszul: Японская школа, japánul: モスクワ日本人学校; Mosukuwa Nihonjin Gakkō), a rendszer pedig azóta is megfelelően működik. Olyan japán anyanyelvű diákok veszik igénybe, akiknek szülei diplomáciai munkát végeznek, üzletemberek vagy a tengeren túlon tanítanak, és szeretnének visszatérni Japánba a munka végeztével.
Az iskolák követik a japán iskolai rendszer ütemtervét, így azok, akik visszatérnek hazájukba, nem maradnak el a többi diáktól. Némelyik csak japán állampolgársággal rendelkező diákokat fogad, de akad olyan iskola is, ahol a követelmény, hogy japánul beszélni tudó gyermek legyen. Ezek az iskolák a japán oktatási minisztérium által is elfogadottak, és támogatást is kapnak. Minden iskolában két-három évre felvett japán tanárokat alkalmaznak, ám rajtuk kívül mások is kaphatnak állást az intézményekben.
2006-ban már 85 ilyen iskola volt világszerte, ahol az angol nyelv tanítását is a kezdetektől fogva a tanrendbe építették.